# ハンネス・アルヒ
ハンネス・アルヒ（Hannes Arch、1967年9月22日 - 2016年9月8日）は、オーストリアの曲技飛行パイロット、登山家。2007年のレッドブル・エアレース・ワールドシリーズから参戦。2008年のシーズンではワールドチャンピオンを獲得している。
固定翼機だけでなくヘリコプターも操縦し、ベースジャンプやパラグライダーなどのスカイスポーツ全般で活躍していた。また登山家としてのキャリアは飛行機よりも長い。またレッドブル X-Alpsの考案者でもある。

## 経歴
- 1982年(15歳)  初のハンググライダーによる単独飛行を行う。
- 1986年(19歳)  カルフォルニア州のエル・キャピタンでビックウォールクライミングを行う。
- 1987年(20歳)  IFMGA/UIAA 国際スキーおよび山岳ガイドとなる。
- 1990年(23歳)  アラスカ州のロンドン山にて“Big Time 8+/A3” ルートでの初登頂。
- 1995年(28歳)  レッドブルアクロチームが創設され、フリーフライングに活動を移す。
- 1996年(29歳)  パラグライディングのテストパイロットとパラテック社でのワールドカップパイロットとなる。
- 1997年(30歳)  スイスで開催された初の非公式なエアロバティック・パラグライディング・ワールドチャンピオンシップである“Vertigo” で優勝。
- 1999年(32歳)  フランスでの"ユーロスポーツ・マッド・マスターズ"にエアロバティク・パラグライディングで優勝。
- 2000年(33歳)  航空機のマーケティングとエクストリームスポーツに特化したプロダクションである "Airpro GmbH"を創設。
- 2003年(36歳)  国際的なアドベンチャーレースである"Red Bull X-Alps"の発案と主導を行う。スイスのマッターホルン北側からのベースジャンピングを初めて行った。4000mからのベースジャンピングはヨーロッパでは最高峰。
- 2005年(38歳)  レッドブルエアレース・ワールドチャンピオンシップのレースディレクターとなる。
- 2006年(39歳)  スイスで開催された"FAI ヨーロッパ・エアロバティック・ワースドチャンピオンシップ"のフリースタイル部門で金メダルを獲得。
- 2007年(40歳)  レッドブル・エアレース・ワールドシリーズに参戦。新人王となる。
- 2008年(41歳)  レッドブル・エアレース・ワールドシリーズのワールドチャンピオンとなる。
- 2009年(42歳)  レッドブル・エアレース・ワールドシリーズの年間第2位となる。
- 2010年(43歳)  レッドブル・エアレース・ワールドシリーズの年間第2位となる。
- 2011年(42歳)  アル・アイン(アラブ首長国連邦)で行われた"リズム&エアーショー"のワールドプレミア。milon社のコマーシャル撮影をオーストリアのレッドブル・レースサーキットで行う。
- 2012年(43歳)  "FAI ヨーロッパ・エアロバティック・ワースドチャンピオンシップ"のフリースタイル部門で銅メダルを獲得。
- 2014年(45歳)  レッドブル・エアレース・ワールドシリーズに参戦。
- 2016年(48歳)  オーストリア・ケルンテン州でプライベートヘリコプターの事故で死亡[3]。

## レッドブル・エアレース・ワールドシリーズ
2009年・2010年は、予選1位獲得者に追加ポイント1が与えられた。
| 金色 | 銀色 | 銅色 | ポイント圏内完走                      | ポイント圏外完走                           |
| 1位  | 2位  | 3位  | 4-8位（ - 2015年） 4-9位（2016年 - ） | 9位以下（ - 2015年） 10位以下（2016年 - ） |

### 2007年 - 2010年
| 開催年                       | 1       | 2      | 3       | 4     | 5      | 6      | 7     | 8     | 9     | 10    | 11   | 12   | ポイント | 勝利数 | 最終順位 |
| ---------------------------- | ------- | ------ | ------- | ----- | ------ | ------ | ----- | ----- | ----- | ----- | ---- | ---- | -------- | ------ | -------- |
| 2007                         | 失格0   | 4位3   | 10位0   | 11位0 | 中止   | 12位0  | 11位0 | 10位0 | 12位0 | 10位0 | 中止 | 9位0 | 3        | 0      | 10位     |
| 2008                         | 2位8    | 4位6   | 3位7    | 中止  | 2位8   | 3位7   | 1位9  | 1位9  | 中止  | 3位7  |      |      | 61       | 2      | 1位      |
| 2009                         | 1位12+1 | 3位9+1 | 2位10   | 4位8  | 2位10  | 4位8+1 |       |       |       |       |      |      | 60       | 1      | 2位      |
| 2010                         | 11位1+1 | 1位12  | 1位12+1 | 1位12 | 4位8+1 | 1位12  | 中止  | 中止  |       |       |      |      | 60       | 4      | 2位      |
| 2011年から2013年はレース休止 |         |        |         |       |        |        |       |       |       |       |      |      |          |        |          |

### 2014年 - 2016年
| 開催年 | 1     | 2     | 3     | 4     | 5          | 6            | 7     | 8    | ポイント | 勝利数 | 最終 順位 |
| ------ | ----- | ----- | ----- | ----- | ---------- | ------------ | ----- | ---- | -------- | ------ | --------- |
| 2014   | 2位9  | 1位12 | 2位9  | 1位12 | 8位1       | 8位1         | 5位4  | 4位5 | 53       | 2      | 2位       |
| 2015   | 4位5  | 11位0 | 1位12 | 1位12 | 8位 (DNS)1 | 12位 (DSQ) 0 | 10位0 | 5位4 | 34       | 2      | 3位       |
| 2016   | 10位0 | 2位12 | 6位5  | 2位9  | 3位9       | 5位6         |       |      | 41       | 0      | 3位       |